# I.Love
I Love è un EP della cantautrice italiana Paola Iezzi, pubblicato nel 2014.

## Tracce
1		Get Lucky (Cat Paradox Radio Edit)	4:28
2		Live To Tell (Radio Edit)	3:40
3		The Sun Always Shines On Tv (Radio Edit)	3:34
4		Get Lucky (Tamashi Vs. Doriani Rmx)	6:58
5		Live To Tell (Nico Romano Extended Rmx)	7:08
6		Live To Tell (Nico Romano Edit Rmx)	3:48
7		The Sun Always Shines On Tv (The Rejected Far From The Spotlight Rmx)	4:09
8		The Sun Always Shines On Tv (The Lumberjack Rmx)	2:42

## Classifiche
| Classifica (2014) | Posizione massima |
| ----------------- | ----------------- |
| Italia            | 92                |